# Ajdovo zrno
Ljudska pripoved Ajdovo zrno je objavljena v knjigi Ljudska pripoved pod lipo domačo, ki jo je izdala Dušica Kunaver leta 2008 v svoji samozaložbi.

## Vsebina pripovedke
Pripoved govori o ajdi, ki velja za slovensko sveto rastlino. Nekoč so se naši očetje z vzhoda začeli pomikati v druge dele Evrope, ker je bilo tam že preveč ljudi. Boginja je našim miroljubnim očetom dala zrno ajde in jim svetovala, naj ga, koderkoli bodo potovali, zakopljejo v zemljo. Če bo ozelenelo in zraslo naj tam ostanejo, če pa se to ne bo zgodilo v treh dneh, pa naj ga izkopljejo in se pomaknejo naprej. In zrno ni zraslo nikjer, le v slovenski zemlji je prineslo sad, in zato imajo Slovenci tako radi ajdo.